# Игл (Небраска)
Игл (енгл. Eagle) град је у америчкој савезној држави Небраска.

## Демографија
По попису из 2010. године број становника је 1.024, што је 81 (-7,3%) становника мање него 2000. године.
| Група             | 2000.         | 2010.       |
| Белци             | 1.075 (97,3%) | 989 (96,6%) |
| Афроамериканци    | 0 (0,0%)      | 2 (0,2%)    |
| Азијати           | 0 (0,0%)      | 3 (0,3%)    |
| Хиспаноамериканци | 16 (1,4%)     | 19 (1,9%)   |
| Укупно            | 1.105         | 1.024       |